# Dašice
Dašice (deutsch Daschitz) ist eine Stadt in Tschechien. Sie liegt zwölf Kilometer östlich des Stadtzentrums von Pardubice und gehört zum Okres Pardubice. Das Zentrum von Dašice wurde 1990 zur städtischen Denkmalszone erklärt.

## Geographie
Dašice befindet sich im Ostböhmischen Tafelland am Fluss Loučná oberhalb der Einmündung der Lodrantka.
Nachbarorte sind Časy und Dolní Ředice im Norden, Horní Ředice und Komárov im Nordosten, Dolní Roveň, Hedčany und Prachovice im Osten, Platěnice und Moravany im Südosten, Moravanský und Kostěnice im Süden, Hostovice und Žižín im Südwesten, Zminný und Malolánské im Westen sowie Lány u Dašic im Nordwesten.

## Geschichte
Dašice wurde 1318 erstmals als Besitz des Blažej von Dašice urkundlich erwähnt. Es entstand um eine Wasserfeste linksseitig der Loučná. Seit 1350 ist die Existenz einer Kirche überliefert. Im 15. Jahrhundert war Mikuláš Dašický von Barchov Besitzer von Dašice. Dessen Sohn Mikuláš Ceněk Dašický verkaufte die Herrschaft 1507 an Wilhelm II. von Pernstein, der sie an seine Herrschaft Pardubice anschloss und Dašice zur Stadt erhob. Jaroslav von Pernstein musste Dašice zusammen mit Pardubice 1559 wegen Verschuldung an Piram Kapoun von Svojkov verkaufen. Noch im selben Jahre reichte dieser die Pardubitzer Güter an die Böhmische Krone weiter.
Während des Dreißigjährigen Krieges erlebte die Stadt einen Niedergang. Plünderungen durch durchziehende Truppen folgten Brände und Seuchen. Entlang der Loučná wurde eine intensive Teichwirtschaft betrieben. Zum Ende des 18. Jahrhunderts erfolgte im Zuge der Josephinischen Reformen die Aufgabe der Teiche und die Anlegung von Ortschaften.
Nach der Aufhebung der Patrimonialherrschaften bildete Dašice eine Stadtgemeinde im Bezirk Holice. Nachdem das Königreich Böhmen die Pardubitzer Güter 1864 an die Credit-Anstalt verkauft hatte, erwarb der Textilunternehmer Johann Liebieg von dieser die herrschaftlichen Güter in Dašice und Vysoké Chvojno. 1866 gründete Josef Wosahlo in Daschitz die „Erste Österreichische Peitschenriemen-Fabrik, Leder Fabrik und Treibriemen-Manufactur“, deren Produkte bis nach Russland, Rumänien, Serbien und Bulgarien exportiert wurden. Im Jahre 1884 kaufte der Großgrundbesitzer Alexander Markgraf Pallavicini auf Jemnitz die Grundherrschaften Dašice und Vysoké Chvojno für seinen Sohn Karl für einen Kaufpreis von 2,7 Mio. Gulden von Johann Liebieg d. J. 1890 bestand Dašice aus 257 Häusern und hatte 2170 Einwohner. Im Jahre 1900 lebten in der Stadt 2173 Menschen. Um die Jahrhundertwende bestanden in der Stadt eine Aktienzuckerfabrik, eine städtische Brauerei und Mühle. Von Kostěnice nach Dašice entstand eine Nebenbahn der Österreich-ungarischen Staats-Eisenbahn-Gesellschaft. Weiterhin gab es in der Stadt eine Schuhfabrik und Posamentenmanufakturen sowie Räuchereien. Seit 1961 gehört die Stadt zum Okres Pardubice. Im 20. Jahrhundert erfolgte die Bebauung des rechten Ufers der Loučná.

## Gemeindegliederung
Die Stadt Dašice besteht aus den Ortsteilen Dašice (Daschitz), Malolánské (Kleindorf), Prachovice (Prachowitz), Velkolánské (Teichdorf) und Zmínný (Sminej).

## Sehenswürdigkeiten

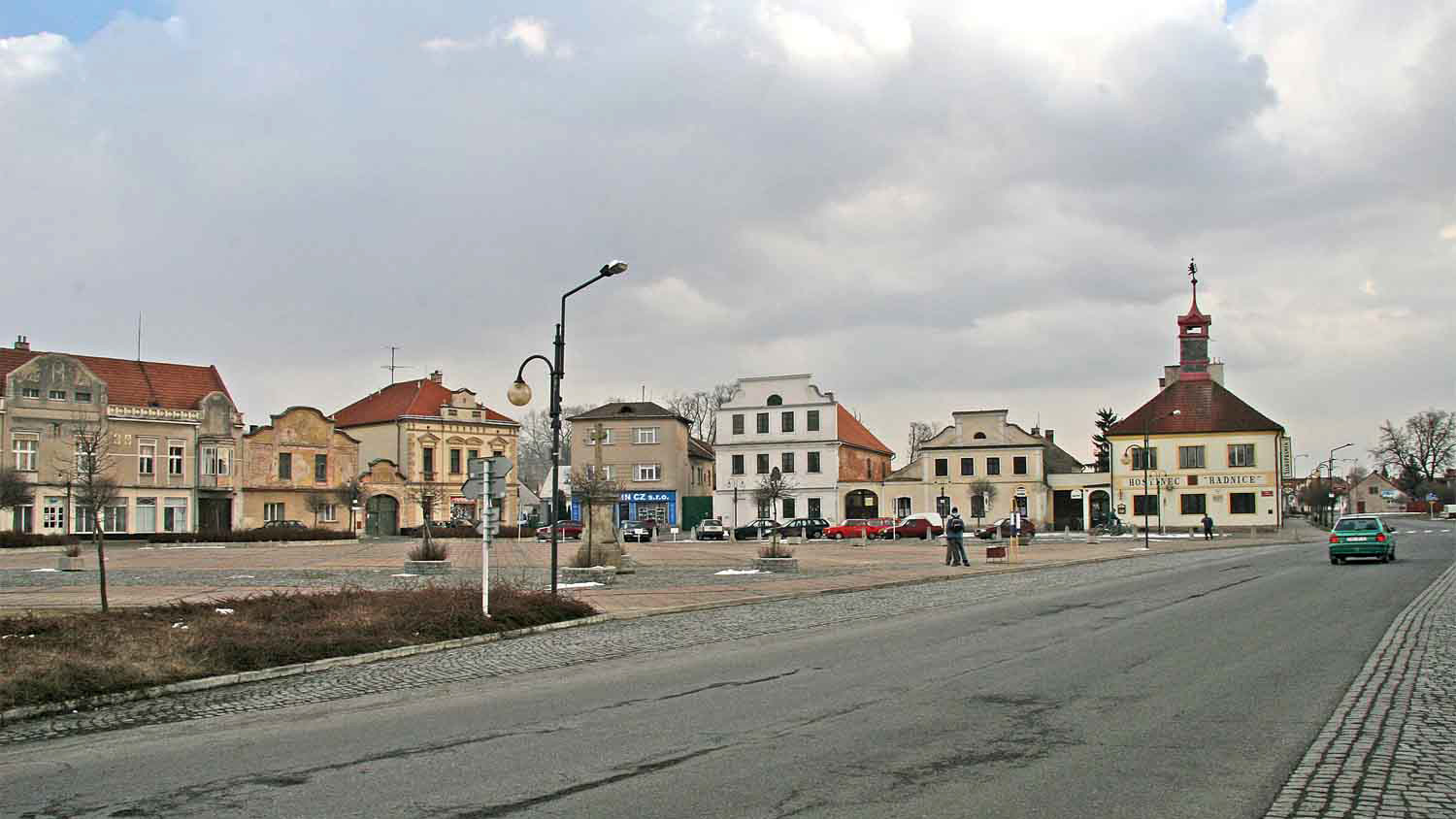
Marktplatz

- Der 1,1 ha große Marktplatz wird von Bürgerhäusern aus dem Ende des 18. und Anfang des 19. Jahrhunderts gesäumt.
- Die Kirche Mariae Geburt wurde 1548 errichtet und 1707 barockisiert. Die Schnitzarbeiten schuf der Bildhauer Ignaz Rohrbach[2]
- Wassermühle, ein Teil des Renaissancebaues dient seit den 1920er-Jahren als Wasserkraftwerk
- Přesyp u Malolánského (Kleindorfer Düne), Naturschutzgebiet
- Synagoge, erbaut 1822

## Söhne und Töchter der Stadt
- Josef Horník (1835–1909), Forstverwalter, Pomologe und Fachautor
- Josef Vosáhlo (1841–1918), Unternehmer
- Josef Hybeš (1850–1921), Journalist und Politiker
- Alois Theodor Sonnleitner (1869–1939), Pädagoge und Schriftsteller
- Otakar Velínský (1879–1959), Bildhauer
- Jiří Strniště (1914–1991), Komponist und Dirigent
- Jaromír Vomáčka (1923–1978), Komponist und Pianist